# L'urlo
Pour plus de détails, voir Fiche technique et Distribution.
L'urlo est un film dramatique italien réalisé par Tinto Brass et sorti en 1970.
Il a été présenté à la Quinzaine des réalisateurs au Festival de Cannes 1970.

## Synopsis
Une jeune fille abandonne son fiancé devant l'autel, fuyant le monde bourgeois qu'il représente. Elle s'enfuit avec un autre homme avec lequel elle mène une existence libertine, entourée des expériences les plus variées sans la moindre inhibition.

## Fiche technique
- Titre original italien : L'urlo[1] (litt. « Le Hurlement »)
- Réalisation : Tinto Brass
- Scenario : Tinto Brass, Franco Longo
- Photographie : Silvano Ippoliti (it)
- Montage : Tinto Brass
- Musique : Fiorenzo Carpi (dirigé par Bruno Nicolai)
- Effets spéciaux : Luciano Anzellotti
- Costumes : Maricia D'Alfonso
- Maquillage : Sandro Melaranci
- Société de production : Lion Film
- Pays de production :  Italie
- Langue originale : Italien
- Format : Couleurs par Eastmancolor
- Durée : 93 minutes
- Genre : Comédie
- Dates de sortie :
  - France : mai 1970 (festival de Cannes 1970)
  - Italie : 14 juin 1974

## Distribution
- Tina Aumont : Anita Annigoni
- Gigi Proietti : Coso
- Nino Segurini : Berto Bertuccioli
- Germano Longo :
- Edoardo Florio :
- Giorgio Gruden : veilleur de nuit
- Osiris Pevarello : philosophe cannibale
- Attilio Corsini
- Carla Cassola
- Sam Dorras : prêtre
- Tino Scotti : policier/intellectuel
- Tinto Brass : commissaire de police

## Production
Le film a été tourné à l'intérieur du pénitencier sur l'île de Santo Stefano et à Sermoneta.

## Exploitation
Le film est tourné de 1968, et il est projeté au festival de Cannes 1970 et à la Berlinale 1970 mais sa distribution italienne a été considérablement retardée par une délivrance tardive du visa de censure. Il n'a été projeté dans les cinémas italiens qu'à partir de 1974 assorti d'une interdiction aux moins de 18 ans.